# Taggenbrunn (Gemeinde Sankt Georgen am Längsee)
Taggenbrunn ist eine Ortschaft in der Gemeinde St. Georgen am Längsee im Bezirk Sankt Veit an der Glan in Kärnten (Österreich). Die Ortschaft hat 74 Einwohner (Stand 1. Jänner 2024). Sie liegt auf dem Gebiet der Katastralgemeinden Goggerwenig und Taggenbrunn.

## Lage
Die Ortschaft liegt im Sankt Veiter Hügelland, im Süden des Bezirks Sankt Veit an der Glan, östlich des Bezirkshauptorts. Sie wird von der auf einem Hügel liegenden Burg Taggenbrunn dominiert. Ein Teil der Ortschaft liegt in der Katastralgemeinde Taggenbrunn: die Burg, einige Häuser an den Hängen südlich der Burg, darunter das Weingut Taggenbrunn, und ein Haus östlich unterhalb der Burg. Auf dem Gebiet der Katastralgemeinde Goggerwenig liegt zwischen der Burg und dem knapp 1 km östlich der Burg gelegenen Pirkerhof (der zur Ortschaft Goggerwenig gehört) eine zur Ortschaft Taggenbrunn gehörende Einfamilienhaussiedlung; dieser Teil des Orts wird Schwemm genannt.

## Geschichte
Funde vom Burghügel belegen eine vorgeschichtliche Besiedlung. 1142 wird ein gewisser Rahuinus de Takkenbrunnen erwähnt; ab 1157 wird ausdrücklich die Burg genannt. 1308 wurde Otto von Liechtenstein-Murau, Vicedom von Friesach, zum Landeshauptmann von Kärnten berufen und bekam Taggenbrunn zum Wohnsitz; Kärnten wurde in jenen Jahren von Taggenbrunn aus regiert. Die Burg wurde mehrmals zerstört und neu errichtet; um 1500 war sie die modernste Burg Kärntens. Ende des 17. Jahrhunderts wurde die Burg aufgelassen.
Auf dem Gebiet der Steuergemeinden Taggenbrunn und Goggerwenig liegend, gehörte der Ort in der ersten Hälfte des 19. Jahrhunderts zum Steuerbezirk Osterwitz. Bei Gründung der Ortsgemeinden im Zuge der Reformen nach der Revolution 1848/49 kam Goggerwenig an die Gemeinde Sankt Georgen am Längsee.
1975 wurde in der Burgruine eine Gaststätte eingerichtet. 2010 erwarb der Unternehmer Alfred Riedl, der am Pirkerhof in der benachbarten Ortschaft Goggerwenig lebt, die Burgruine. Die Burg wurde aufwendig revitalisiert. Der Burghügel wurde gerodet und wird nun für Weinanbau genutzt; südlich der Burg entstand das Weingut Taggenbrunn.
Im Ortsteil Schwemm entstand in den letzten Jahrzehnten nach und nach eine Einfamilienhaussiedlung.

## Bevölkerungsentwicklung
Für die Ortschaft zählte man folgende Einwohnerzahlen:
- 1869: 10 Häuser, 55 Einwohner[2]
- 1880: 12 Häuser, 52 Einwohner[3]
- 1890: 9 Häuser, 47 Einwohner (davon Taggenbrunn 6 Häuser, 28 Einwohner; Schwemm 3 Häuser, 19 Einwohner).[4]
- 1900: 11 Häuser, 21 Einwohner (davon Taggenbrunn 6 Häuser, 3 Einwohner; Schwemm 5 Häuser, 18 Einwohner).[5]
- 1910: 9 Häuser, 45 Einwohner (davon Taggenbrunn 5 Häuser, 31 Einwohner; Schwemm 4 Häuser, 14 Einwohner).[6]
- 1923: 8 Häuser, 64 Einwohner (davon Taggenbrunn 5 Häuser, 51 Einwohner; Schwemm 3 Häuser, 13 Einwohner).[7]
- 1934: 58 Einwohner[8]
- 1961: 8 Häuser, 40 Einwohner (davon Taggenbrunn 6 Häuser, 27 Einwohner; Schwemm 2 Häuser, 13 Einwohner).[9]
- 2001: 19 Gebäude (davon 14 mit Hauptwohnsitz) mit 19 Wohnungen; 47 Einwohner und 8 Nebenwohnsitzfälle; 16 Haushalte; 1 Arbeitsstätte, 5 land- und forstwirtschaftliche Betriebe[10]
- 2011: 31 Gebäude, 84 Einwohner, 28 Haushalte, 8 Arbeitsstätten[11]
- 2021: 36 Gebäude, 71 Einwohner, 27 Haushalte, 8 Arbeitsstätten[12]

## Persönlichkeiten
- Otto von Liechtenstein-Murau (gest. 1311), lebte als Landeshauptmann von Kärnten ab 1308 auf Burg Taggenbrunn

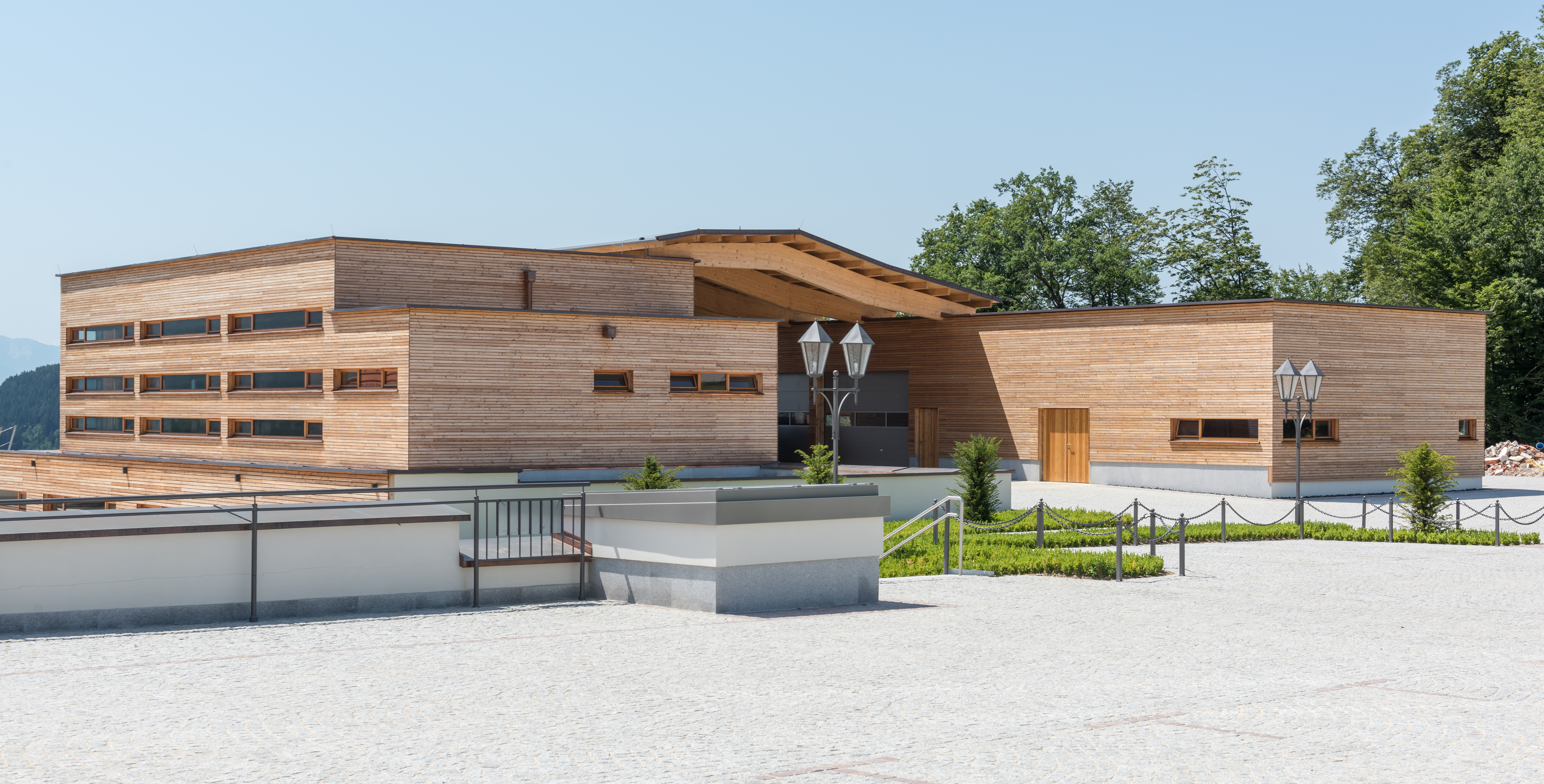
Weingut Taggenbrunn
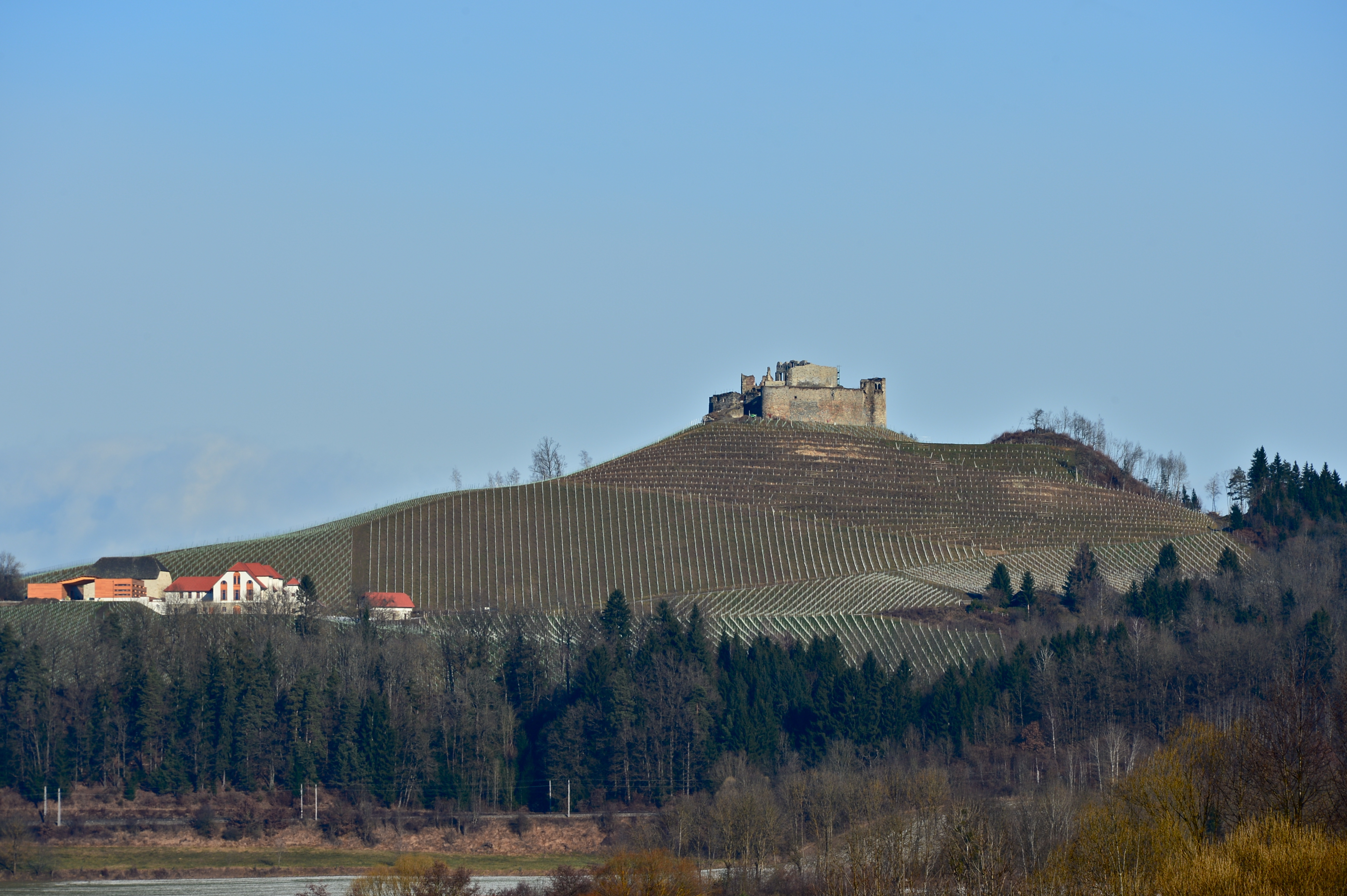
Burg und Weingut
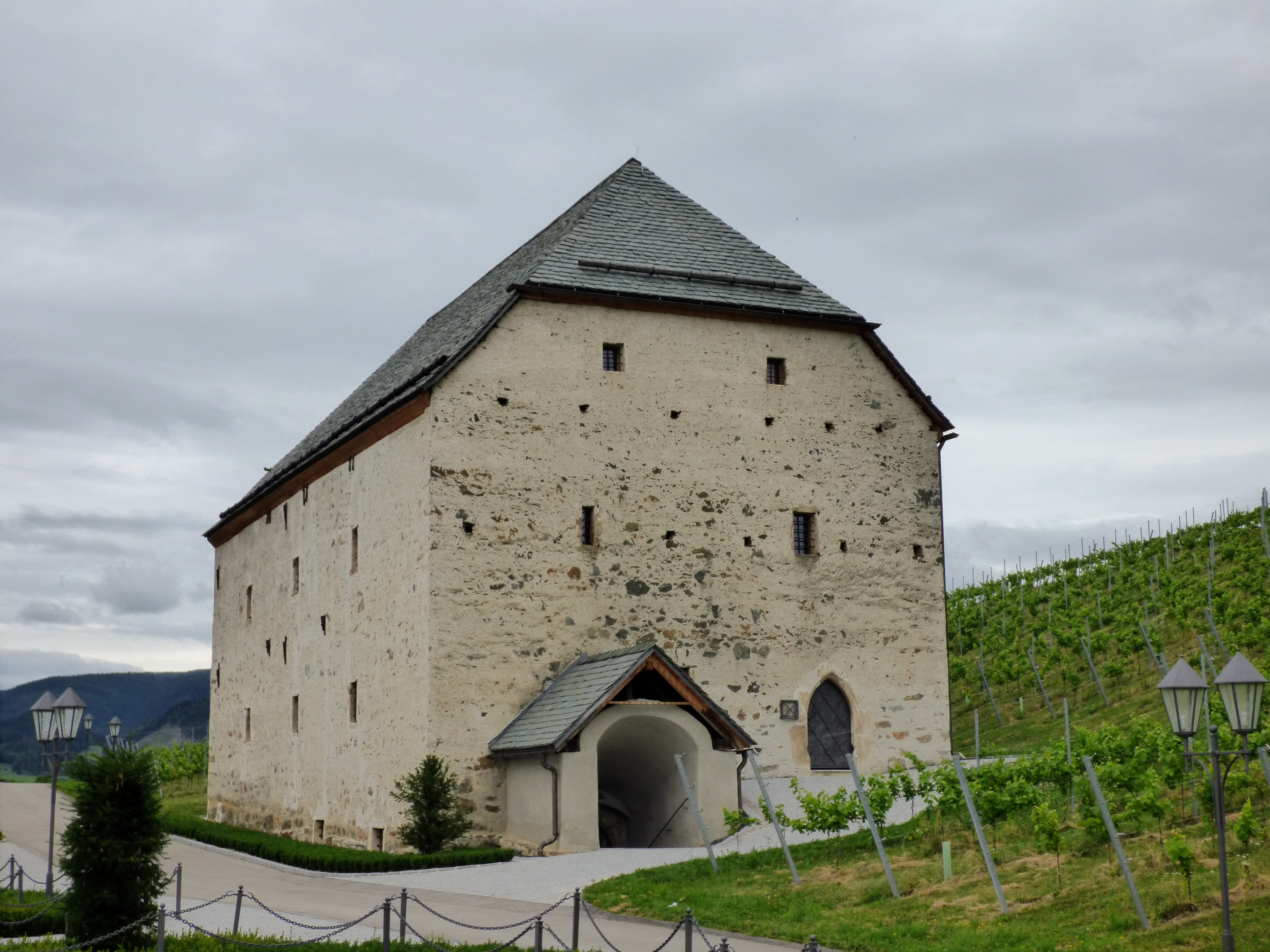
Schüttkasten
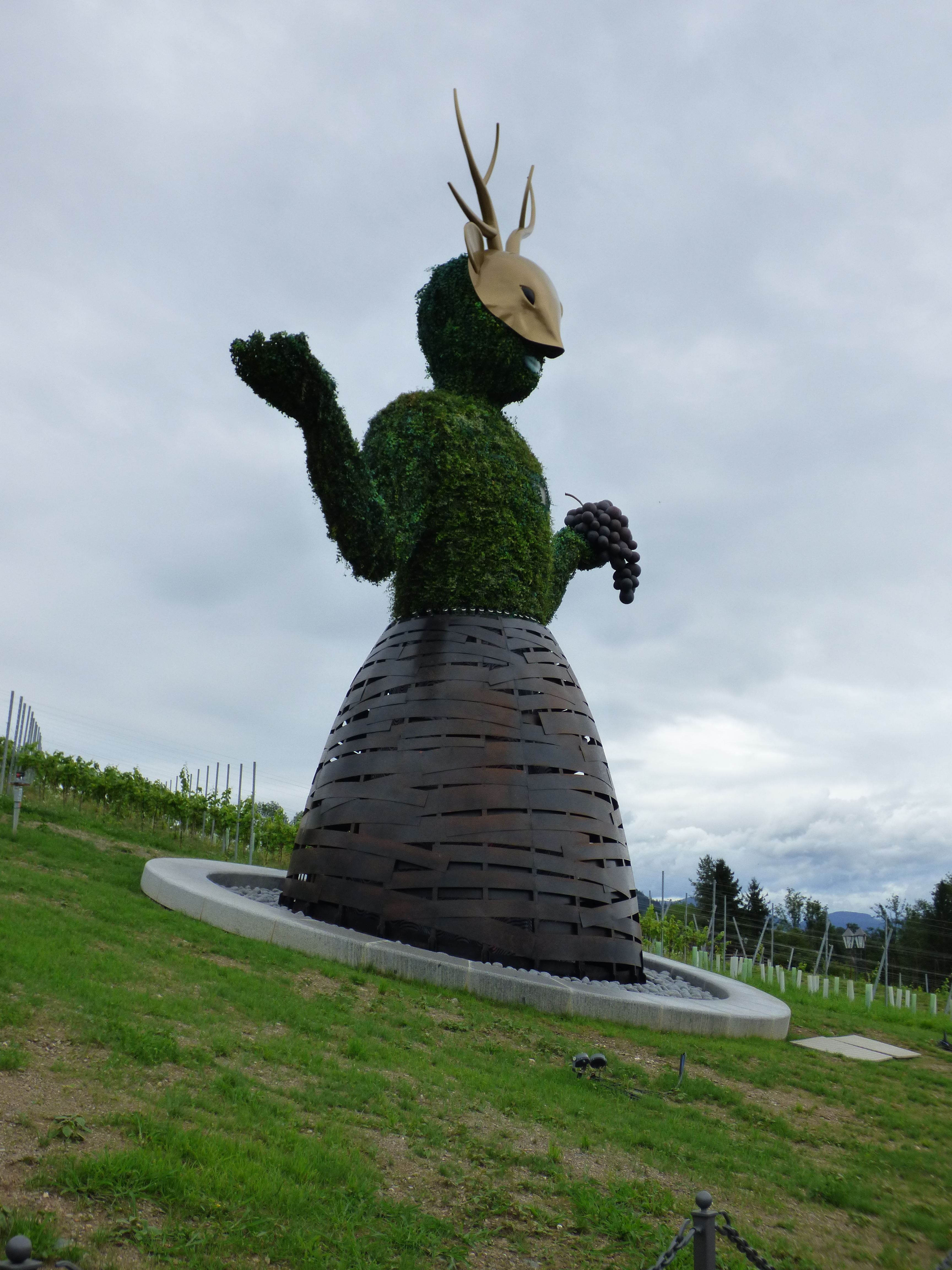
Andre Hellers Göttin der Zeit
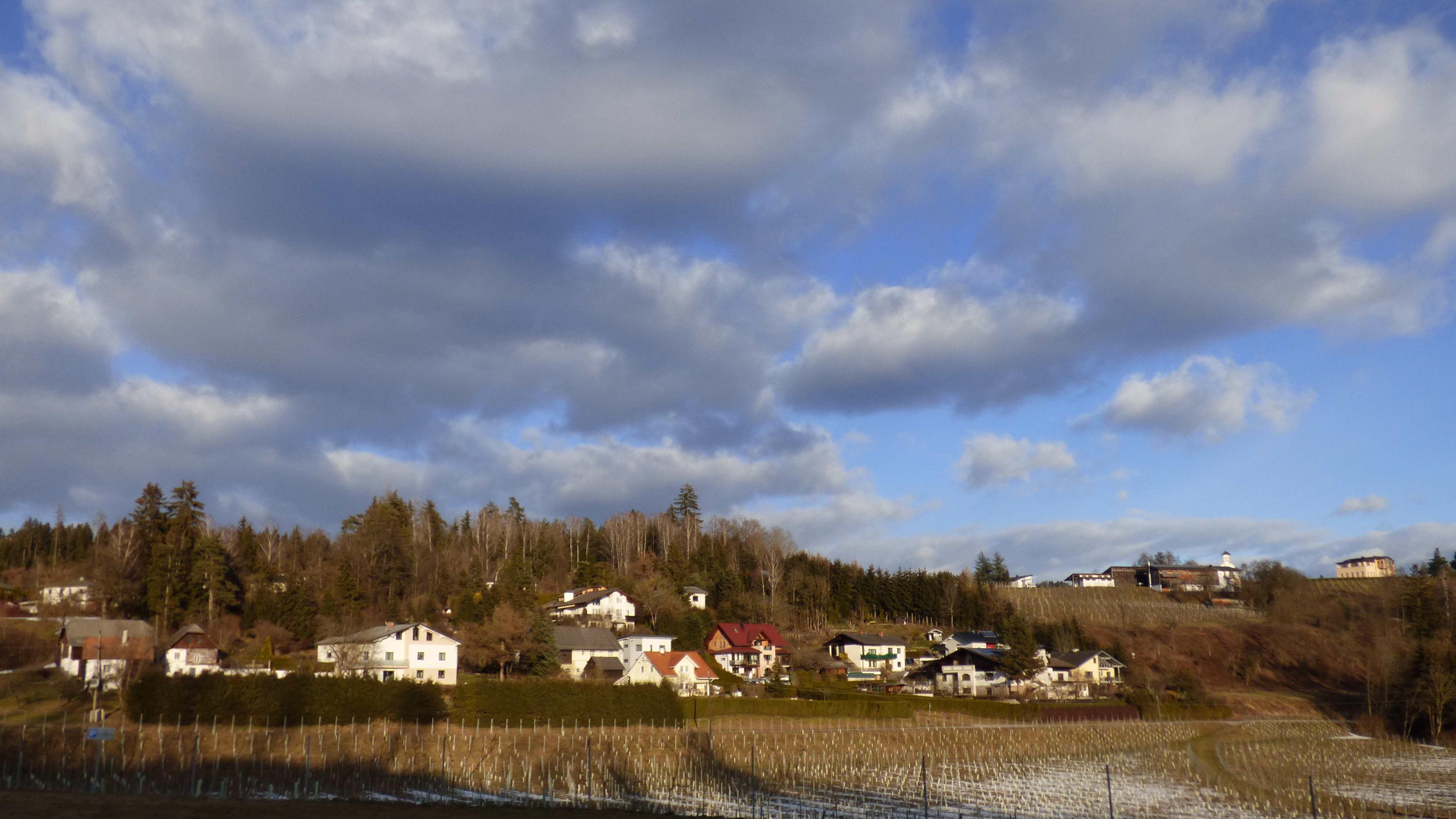
Siedlung Schwemm